# Podgradina (Posedarje)
Podgradina je naselje u sastavu Općine Posedarje, u Zadarskoj županiji, u sjevernoj Dalmaciji, u Republici Hrvatskoj.
Naselje se razvilo podno brda Gradine pa otud i naziv »Podgradina«.

## Zemljopis
Nedaleko od naselja su planine Velebit i Bukovica, Nacionalni park Paklenica te rijeka Zrmanja.
Graniči s Islamom Grčkim, Islamom Latinskim, Paljuvom i Posedarjem. Prostire se na površini od 12,8 km2.
Na području Podgradine tri su brda: Gradina (165 m), Budim (76 m), Crnjikova glavica (114 m); te pet potoka: Mirača, Slapača, Kameno vrelo, Grabinovac i Potok. Obiluje i krškim izvorima.

### Dijelovi naselja[9]
- Crnjci
- Gospići
- Nekići
- Šaline
- Žuže
- Brižine
- Budim
- Cipac
- Ekonomija
- Gaj
- Gaj Benjin
- Gradina
- Gusarevac
- Karaula
- Klanac
- Lilovac
- Matakov gaj
- Podgradinsko polje
- Svinkalište
- Škrile
- Vlačine

## Prometna povezanost
Kroz naselje prolaze županijske ceste Ž6019 (Posedarje – Novigrad – Pridraga) i Ž6020 (Posedarje – Podgradina), lokalne ceste L63066 (Podgradina – Pridraga) i L63160 [Podgradina (Ž6019 – Ž6020/L63066)].

## Stanovništvo
Prema popisu stanovništva iz 2021. godine, Podgradina je imala 631 stanovnika.
| broj stanovnika |       |       | 216   | 205   | 226   | 286   | 391   | 316   | 280   | 521   | 603   | 631   | 645   | 618   | 650   | 684   | 631   |
|                 | 1857. | 1869. | 1880. | 1890. | 1900. | 1910. | 1921. | 1931. | 1948. | 1953. | 1961. | 1971. | 1981. | 1991. | 2001. | 2011. | 2021. |

Najčešća prezimena u Podgradini su Nekić, Crnjak, Perica, Gospić, Breulj, Vulesica, Šalina, Žuža, Batur, Budan, Nanić, Zubak, Gusar.

## Uprava
- Ivica Klanac, načelnik Općine Posedarje.[12]
- Leonardo Rončević, pročelnik Jedinstvenoga upravnog odjela Općine Posedarje.[13]

## Povijest

### Budin
Budin ili Budim bila je liburnska gradina, čiji se ruševni ostatci nalaze duž obala Novigradskoga mora. Nalazila se na otprilike 1 km dugomu grebenu, a s istoka i zapada obrubljena je dvjema vododerinama. Gradina je dopirala do Novigradskoga mora, što potvrđuje pronalazak liburnskih grobova koji su od mora bili udaljeni oko 50 metara. Budinska gradina bila je terasasta zbog strmoga grebena, a pojedine terase bile su odvojene suhozidima. Ruševna crkvica, koja vjerojatno potječe iz 17. stoljeća, nalazi se na gornjoj terasi gradine.
Carlo Federico Bianchi spominje Budin i navodi da se »prema Posedarju, na jednom grebenu u gustoj šumici, nalaze ostaci starog kaštela Budina« te da se u ostatcima »nalazi crkvica u kojoj je pokopan Janko Mitrović Dede«. Međutim, njegovi su navodi pogrešni budući da se Janko Mitrović nije zvao Dede te nije pokopan u toj crkvici, kao i zbog toga što Budin nije bio kaštel, već liburnska gradina.
Budin se 1683. godine spominje kao privremeno naselje. U Budinu je kao vođa uskokā privremeno boravio i serdar Stojan Janković. Kapetan Budinjana bio je Milan Paić.
| bez oružja | 74  |
| s oružjem  | 107 |
| konjanici  | 24  |
| Ukupno     | 205 |

### Podnovje
Podnovje je jedno od nestalih naselja novigradskoga distrikta. Spominje se od 1219. do 1560. godine. S njegove južne strane nalazio se Zahum, sa sjeveroistočne Posedarje, s jugozopadne Učitelja Vas i Tršćane, a sa sjeverne Medovi. Ugarsko-hrvatski kralj Andrija II. spominje ga u svojoj povelji iz 1219., dok ga kralj Karlo Robert spominje u svojoj povelji iz 1322. godine; obojica Podnovje nazivaju Novi. Bianchi spominje nestalo selo koje se u dokumentu iz 1479. spominje pod imenom Podovize; moguće je da se odnosilo na Podnovje. Na nekoliko se mjesta Podnovje navodilo pod imenom Novo.
Godine 1482. podnovljanski župnik Matej molio je, zajedno s kolegama iz ninske i zadarske biskupije, mletačke vlasti »da ga oslobode plaćanja dadžbina zbog šteta koje trpe od turskog pljačkanja stanovništva njihovih župa«. Budući da je Podnovje imalo župnika, moguće je i da je imalo crkvu.
U Podnovju su živjeli vlaški kapetani Žakman Lješevac i Petar Najčinović te »ugledna vlaška obitelj čija su dva člana obnašala oficirsku dužnost«. Posljednji Podnovljanin spominje se u Zadru 1564. godine, kada Podnovje vjerojatno više nije postojalo.

### Zahum
Zahum je naziv za nekadašnje selo u novigradskome distriktu, smješteno južno od Podnovja. Andrija II. spominje ga u povelji iz 1219. pod imenom Zachum, a Karlo Robert u povelji iz 1322. godine pod imenom Zachlem. Bianchi mu pogrešno navodi ime i piše da je nekada »postojalo selo Zakon, koje se spominje u dokumentu iz 1479.«
Zahum se spominjao od 1219. do 1561. godine pod imenima Zachum, Sachum, Zachlem, Xuachum, Xacon, Zakon i Zaton; njegovo pravo ime vjerojatno je bilo Zahum.
Od njega nije ostalo nikakvih tragova.

### Mirce
Mirce (ili Mirze) naziv je za nekadašnje selo nazvano po izvoru Mirači. Bianchi navodi »da se nalazilo u ninskom području i da je o njemu riječ u dokumentu iz 1432.«, dok Raukar navodi da se nalazilo u novigradskome distriktu. U listini bana Rolanda iz 1266. godine, selo Mich navodi se kao međaš posjeda ninske biskupije u Četiglavcu. U povelji kralja Andrije I. iz 1219. godine spominje se Miraccha, dok se u povelji bana Stjepana II. iz 1249. godine spominje Mirac studenac. Kralj Karlo Robert 1322. godine spominje selo Mircha. Godine 1576. u dokumentu o obilježavanju mletačko-osmanske granice spominje se naselje Mioci. Jakšić u svojim radovima navodi sva imena i poistovjećuje ih s Miračom u današnjoj Podgradini.
Od sela Mirce nije ostalo nikakvih tragova.

### Medovi
Selo Medovi spominje se jedino 1554. godine kao sjeverna granica Podnovja. Nestalo je bez traga.

### Nastanak Podgradine
Današnje naselje Podgradina nastalo je od nekadašnjega Budima koji se nalazio uz Novigradsko more i prestao postojati u 17. stoljeću jer nije bio mjesto stalnog prebivališta stanovnika, već privremeno, te je služio kao sklonište uskocima koji su se borili protiv Osmanlija na nekadašnjoj granici Presvijetle Mletačke Republike i Osmanskoga Carstva. Nakon Morejskoga rata, stanovnici Budima sele se južnije – ispod brda Gradine koje je nekoć bilo važno za Liburne. Stanovnici susjednoga mjesta Mirce – nazvanoga po izvoru Mirači – ujedinjuju se s Budimcima u novo naselje prozvano Podgradina.

### Domovinski rat
Krajem 1991. godine, jedna od najtežih situacija na području bivše Općine Zadar bila je u zoni 3 bojne 112. brigade HV, tj. na području Novigrada, Paljuva, Podgradine i Pridrage. Nakon što su JNA i četnici okupirali Kruševo i Jasenice, ta su četiri naselja bila gotovo potpuno okružena i kontinuirano izložena topničkoj i minobacačkoj paljbi s Debeloga brda te iz Gornjih Biljana, Islama Grčkoga, Donjega Kašića i Smilčića.
Dana 25. studenoga najveći broj stanovnika Novigrada, Paljuva, Podgradine i Pridrage je autobusima – uz pratnju europskih promatrača – iseljen u Zadar. Nakon iseljavanja civila, JNA je ubrzala pripreme za napad na iste i njihovo osvajanje, što je – unatoč potpisanome Sporazumu o primirju »od Božića do Božića« – uslijedilo 31. prosinca 1991. godine.
Zapovijed o povlačenju šibenske satnije iz sastava 113. brigade Zbora narodne garde – koja je bila dobro naoružana protuoklopnim oružjima: ručnim raketnim bacačima M79 Osa i M80 Zolja – s područja Paljuva je, zbog obrane Šibenika, izvršena 29. prosinca u noćnim satima. JNA i četnici su 31. prosinca u jutarnjim satima snažnom topničkom vatrom najavili tenkovsko-pješačke napade na Paljuv, a zatim na Podgradinu i Pridragu. Snage Jugoslavenske narodne armije tenkovima su zaposjele brdo Gradinu u Podgradini zbog kontrole nad cjelokupnim prostorom uz Novigradsko more.
Naposljetku 1991. godine okupirana, opljačkana i zapaljena Podgradina je 22. siječnja 1993. godine oslobođena u vojno-redarstvenoj Operaciji Gusar.
Na području Podgradine je, prema podatcima Udruge dragovoljaca i branitelja Domovinskog rata »Podgradina«, u ratnim stradanjima poginulo 49 branitelja i civila.

## Klima
Klima je sredozemna s prohladnom vlažnom zimom i vrlo toplim suhim ljetom. Najjači vjetar je bura koja dolazi s Velebita te zna biti orkanska.

## Spomenici i znamenosti
Neke od znamenitosti Podgradine su:
- spomenik poginulim braniteljima iz Domovinskoga rata, podno Gradine
- župna crkva Duha Svetoga[15]
- vidikovac na Gradini (značajan za panoramske vrijednosti krajobraza)[9]
- arheološki lokaliteti na Budimu i Gradini[8]
- ostatci najstarije liburnijske luke[23][24]
- prapovijesna gradina Budim.[24]

## Obilježja naselja

### Svetac zaštitnik
Svetac zaštitnik Podgradine je, po kojemu je župa dobila ime, Duh Sveti čiji se blagdan slavi na Duhove, kada je i mjesna fešta.

### Grb
Grb je Podgradine tamno zlatni štit na kojem su prikazani Gradina (iza koje izlazi sunce) s crkvom Duha Svetoga, more, natpis »Podgradina« u vrhu, te hrvatska šahovnica u gornjemu lijevom kutu.

## Obrazovanje
- Područna škola »Podgradina« u sustavu Osnovne škole »Braća Ribar« Posedarje.[25]

## Župna crkva Duha Svetoga
Zadarski nadbiskup mons. Marijan Oblak svojim je dekretom od 8. prosinca 1990. godine utemeljio samostalnu župu Podgradina sa župnim naslovnikom Duhom Svetim, a župnu crkvu Duha Svetoga – koja je 13. rujna 1991. godine zapaljena i teško oštećena – posvetio je dan kasnije, 9. prosinca 1990. godine. Crkva je temeljito obnovljena nakon Domovinskoga rata.
Danas je crkva jednobrodna sa sakristijom, kamenim oltarom, ambonom i svetohraništem, drvenim kipom Gospe Fatimske, kamenom škropionicom te zvonikom s dva zvona.

## Udruge
- Udruga dragovoljaca i branitelja Domovinskog rata »Podgradina«.[22]
- Lovačko društvo »Podgradina«.
- Kulturno-umjetničko društvo »Budim«.[26]

## Kultura
Svake se godine polažu vijenci i pale svijeće na centralnome križu na mjesnome groblju u čast poginulim braniteljima Domovinskoga rata.

## Šport
NŠK Podgradina osnovan je 22. travnja 2002. godine na temelju bivšega kluba NK Budim (nazvanoga po brdu Budimu) koji je ugašen 2001. godine.
Na području Podgradine aktivni su:
- Nogometni športski klub Podgradina[28]
- Boćarski klub Podgradina[29]
- Memorijalni turnir »Marijo Šalina«[30]
- Memorijalni boćarski turnir (u spomen na poginule branitelje)[27]
- Varoški turnir »Podgradina«.[31]

## Poznate osobe
- Leo Žuža, svjetski viceprvak,[32][33] europski prvak[34] i viceprvak[32][33] te državni prvak[32] u džiju-džicuu (U21).[32][33][34]
- Jurica Žuža,[35] košarkaški trener i bivši hrvatski košarkaš.

## Galerija
- plaža Karaul
- rezanska plaža.
- pogled s brda Gradine